# Boletus
Ädelsoppar, Boletus, är ett släkte soppar som tillhör familjen Boletaceae. Arterna kännetecknas av att de unga fruktkropparna har vita rör som är täckta av cheilocystidier. Hos äldre är rören gula till olivfärgade. Rör och fruktkött blånar ej vid beröring eller snitt och fruktkropparna saknar starka färger. Flera arter är uppskattade matsvampar.

## Svenska arter
Fyra arter har påträffats i Sverige:
- Stensopp (Karljohan) - (Boletus edulis)
- Finluden stensopp (Boletus reticulatus)
- Rödbrun stensopp (Boletus pinophilus)
- "Svartbrun stensopp" (Boletus aereus)

Boletus pinetorum är en art som beskrevs från Finland 2009. Den har senare även påträffats i Norge och Estland. Den kan sålunda dyka upp i Sverige också.

## Taxonomi och historia
Joseph Pitton de Tournefort delade 1694 in svamparna i sex släkten: Fungus ("typiska" svampar med hatt och fot: vilket bland annat innehöll dagens soppar och alltså även det nutida släktet Boletus), Boletus (som innehöll vad som idag förs bland annat till Morchella, Clathrus och Phallus), Agaricus (dagens champinjonsläkte, men hos Tournefort avsågs arter som växte på träd - bland annat tickor), Lycoperdon (röksvampar och liknande), Coralloides (greniga svampar som fingersvamp) och Tubera (tryfflar). Johann Jacob Dillenius införde fler släkten och definierade om Boletus till att omfatta soppar och fotförsedda tickor. Sébastien Vaillant använde Boletus 1727 på samma sätt som Tournefort gjort och Pier Antonio Michelis definition av Boletus 1719 motsvarar murklor. Men, svamparnas nutida nomenklatur börjar med Linné.
Släktet Boletus beskrevs av Carl von Linné i Species Plantarum 1753 och de tolv ingående arterna utgjordes av de svampar som har porer - inte bara de fotförsedda sopparna utan även de fotlösa och parasitiska tickorna. Sedan dess har (utöver mängder av nybeskrivna arter) nya ordningar, familjer och släkten tillkommit, men en stor del av sopparna "höll sig kvar" i släktet Boletus ända in på 2000-talet (vilket avspeglas i svampflororna). De molekylärfylogenetiska analysmetoderna visade dock att den "gamla" systematiken som byggde på morfologiska karaktärer inte hade så  mycket med den faktiska släktskapen inom Boletus (och de flesta andra grupper av svampar) att göra och resultatet blev en uppdelning på massor av både gamla "återupplivade" och helt nybeskrivna släkten. För Boletus del har det inneburit att endast ett fåtal arter som är närbesläktade med typarten stensopp finns kvar i släktet.

### Linnés tolv ursprungligaBoletus-arter
Acaules, Parasitici (stjälklösa, parasitiska)
- Boletus suberosus: numera Polyporus suberosus i Polyporaceae
- Boletus fomentarius fnöskticka: numera Fomes fomentarius i Polyporaceae
- Boletus igniarius eldticka: numera Phellinus igniarius i Hymenochaetaceae
- Boletus versicolor sidenticka: numera Trametes versicolor i Polyporaceae
- Boletus suaveolens sydlig anisticka: numera Trametes suaveolens i Polyporaceae

Stipitati (skaftade)
- Boletus perennis skinnticka: numera Coltricia perennis i Hymenochaetaceae
- Boletus viscidus grå lärksopp: numera Suillus viscidus i Suillaceae
- Boletus luteus smörsopp: numera Suillus luteus i Suillaceae
- Boletus bovinus örsopp: numera Suillus bovinus i Suillaceae
- Boletus granulatus grynsopp: numera Suillus granulatus i Suillaceae
- Boletus subtomentosus "sammetssopp": numera Xerocomus subtomentosus i Boletaceae
- Boletus subsquamosus: numera Boletopsis subsquamosa i Bankeraceae

Dessa har en efter en lämnat Boletus.

## Typart
Typarten för släktet Boletus är numera stensopp, Boletus edulis,. Typartskonceptet infördes för svamparnas del under 1900-talet. Clements och Shear föreslog 1931 och 1954 i The Genera of Fungi att Boletus subtomentosus skulle bli typart för Boletus eftersom de ansåg att valet av denna art skulle orsaka de minsta förändringarna ("om prioritetsprincipen [...] tillämpas strikt inom svamparna skulle det ge upphov till en situation som närmar sig kaos"). International Association for Plant Taxonomy valde dock B. edulis till typart vid International Botanical Congress i Seattle 1969 i enlighet med ett förslag från Marinus Anton Donk 1964.